# 343. Infanterie-Division (Wehrmacht)
Die 343. Infanterie-Division war eine im Zweiten Weltkrieg aufgestellte und eingesetzte deutsche Infanteriedivision.

## Geschichte

### Aufstellung
Die Division wurde am 1. Oktober 1942 auf dem Truppenübungsplatz Grafenwöhr in Bayern aufgestellt.
Bereits im November 1942 erfolgte die Verlegung nach Nordfrankreich in die Bretagne um die dort bisher stehenden Kräfte für einen anderen Einsatz frei zu machen.

### Besatzungsaufgaben in Frankreich
Als bodenständiger Division fehlten der Division Transportmittel und der Verband war nur mit festen Stationierungen verwendbar. Die Sicherungsaufgaben entlang der Atlantikküste gehörten hierzu.

### Schlacht um Brest
Nach dem alliierten Ausbruch aus den Landungsgebieten nach Frankreich hinein, zog sich die Division auf die Hafenstadt Brest zurück und bildete dort mit den Fallschirmjäger der 2. Fallschirmjäger-Division, Teilen der 266. Infanterie-Division und den regulären deutschen Truppen des Atlantikhafens und der U-Boot-Reparaturwerft Brest einen Verteidigungsring. Dabei wurde das Grenadier-Regiment 851 im Raum Saint-Nazaire und Brignogan eingesetzt. Das Grenadier-Regiment 852 kam, nach dem Durchbruch bei Avranches, im Raum Dinan und Brest, sowie Le Conquet zum Einsatz. Das Grenadier-Regiment 898 wurde in Brest und auf der Crozon-Halbinsel, das Ostbataillon II bei Telgruc-sur-Mer eingesetzt.
Am 11. Juni 1944 erging an das III. Bataillon des Grenadier-Regiments 898 der Befehl, den Raum nördlich von Châteaulin zu erreichen. Dort sollten sie mit Fahrrädern und Lastkraftwagen ausgerüstet und für den Kampf in der Normandie verstärkt werden. Zehn Tage lang waren die Soldaten mit der Reparatur der Fahrzeuge beschäftigt. In der Nacht vom 22. auf den 23. Juni 1944 machte sich das Bataillon auf den Weg über Saint-Nicodème, Saint André und Saint-Martin-des-Prés nach Saint Samson. Am 30. Juni konnte der neue Sammelraum erreicht werden und wurde der 352. Infanterie-Division unterstellt. Ab dem 2. Juli 1944 diente das Bataillon als Divisions-Reserve im Raum Petit Village, 1,5 km nördlich von Saint-Lô.
In der Nacht vom 8. auf den 9. Juli 1944, löste das Bataillon zwei zerschlagene Bataillone 1,5 km nördlich von Le Mesnil-Rauxelin ab. Vom 9. bis 17. Juli lag das Bataillon in der Verteidigung. Dabei erhielt es die erste Feuertaufe, als die Alliierten nach mehrstündigem Artillerie- und Granatwerferbeschuss einen Einbruch in die Stellungen versuchten. Aufgrund der zähen und hartnäckigen Gegenwehr, konnten die Stellungen gehalten werden. Am 17. Juli konnten die Alliierten bei den linken und rechten Nachbarn des Bataillons größere Einbrüche erzwingen. Dadurch bestand die Gefahr einer Einkesselung des Bataillons. Noch am gleichen Tag begannen, auf Befehl des Divisionskommandeurs, Absetzbewegungen über Saint-Lô nach Fyé.
Aufgrund dessen, dass die 352. Infanterie-Division schwere Verluste zu beklagen hatte, wurde sie als nicht mehr voll Einsatzfähig angesehen und aus dem Kampf herausgezogen. Die Reste, darunter auch das III. Bataillon des Grenadier-Regiments 898, wurden auf die Panzer-Lehr-Division aufgeteilt.
Am 7. August begann der amerikanische Vorstoß auf die belagerte Stadt Brest und das Umland. Dieses wurde, genau wie die anderen großen Hafenstädte Westfrankreichs, von Hitler zur Festung erklärt. Nach einer Verzögerung durch einen Entsatzangriff auf die amerikanischen Truppen durch Teile der 266. Infanterie-Division, entschieden sich die Alliierten zuerst diese Kräfte auszuschalten. Ab dem 10. August konnten sich die Alliierten wieder der Stadt Brest widmen. Die Division kämpfte in den folgenden Tagen insbesondere auf der Crozon-Halbinsel.

### Kapitulation
Die 343. Infanterie-Division galt am 19. September 1944, mit dem Fall der Festung Brest, als vernichtet. Der Verband wurde nicht wieder neu aufgestellt.

## Kommandeure
| Dienstzeit                           | Dienstgrad      | Name                |
| ------------------------------------ | --------------- | ------------------- |
| 28. September 1942 – 25. August 1943 | Generalleutnant | Friedrich Zickwolff |
| 25. August 1943 – 1. Februar 1944    | Generalmajor    | Hermann Kruse       |
| 1. Februar 1944 – 18. September 1944 | Generalleutnant | Erwin Rauch         |

## Gliederung
Die Gliederung der 343. Infanterie-Division in den Jahren 1942 und 1944 setzte sich aus folgenden Einheiten zusammen:
| 340. Inf. Div.                                             | 340. Inf. Div.                                    | 340. Inf. Div.                                    | 340. Inf. Div.                                    |
| 1942                                                       | 1942                                              | 1944                                              | 1944                                              |
| ---------------------------------------------------------- | ------------------------------------------------- | ------------------------------------------------- | ------------------------------------------------- |
| Festungs-Grenadier-Regiment 851                            | Stab und Stabskompanie                            | Grenadier-Regiment 851                            | Stab und Stabskompanie (Oberst Baumann)           |
| Festungs-Grenadier-Regiment 851                            | I. Bataillon                                      | Grenadier-Regiment 851                            | I. Bataillon (Hauptmann Fascher)                  |
| Festungs-Grenadier-Regiment 851                            | II. Bataillon                                     | Grenadier-Regiment 851                            | II. Bataillon (Major Lier)                        |
| Festungs-Grenadier-Regiment 851                            | III. Bataillon                                    | Grenadier-Regiment 851                            | -                                                 |
| Festungs-Grenadier-Regiment 852                            | Stab und Stabskompanie                            | Grenadier-Regiment 852                            | Stab und Stabskompanie (Oberst Förster)           |
| Festungs-Grenadier-Regiment 852                            | I. Bataillon                                      | Grenadier-Regiment 852                            | I. Bataillon (Major Rambach)                      |
| Festungs-Grenadier-Regiment 852                            | II. Bataillon                                     | Grenadier-Regiment 852                            | II. Bataillon (Hauptmann Zimmermann)              |
| Festungs-Grenadier-Regiment 852                            | III. Bataillon                                    | Grenadier-Regiment 852                            | III. Bataillon (Major Mund)                       |
| Festungs-Grenadier-Regiment 852                            | -                                                 | Grenadier-Regiment 852                            | Ostbataillon 633                                  |
| -                                                          | -                                                 | Grenadier-Regiment 898                            | Stab und Stabskompanie (Oberstleutnant Schwind)   |
| -                                                          | -                                                 | Grenadier-Regiment 898                            | I. Bataillon (Hauptmann Sählhoff)                 |
| -                                                          | -                                                 | Grenadier-Regiment 898                            | II. Bataillon (Hauptmann Drews)                   |
| -                                                          | -                                                 | Grenadier-Regiment 898                            | III. Bataillon (Hauptmann Burger)                 |
| -                                                          | -                                                 | Grenadier-Regiment 898                            | Ostbataillon II/Mitte                             |
| Artillerie-Regiment 343                                    | Stab und Stabsbatterie (Oberst Semersheim (1944)) | Stab und Stabsbatterie (Oberst Semersheim (1944)) | Stab und Stabsbatterie (Oberst Semersheim (1944)) |
| Artillerie-Regiment 343                                    | I. Batterie (Hauptmann Raab (1944))               |                                                   |                                                   |
| Artillerie-Regiment 343                                    | II. Batterie (Major Benkwitz (1944))              |                                                   |                                                   |
| Artillerie-Regiment 343                                    | -                                                 | III. Batterie (Major Vieten)                      | III. Batterie (Major Vieten)                      |
| Pionier-Bataillon 343 (Hauptmann Ritter von Straub (1944)) | Bataillonsstab                                    | Bataillonsstab                                    | Bataillonsstab                                    |
| Pionier-Bataillon 343 (Hauptmann Ritter von Straub (1944)) | Radfahrkompanie                                   |                                                   |                                                   |
| Nachrichten-Abteilung 343 (Major Rössler (1944))           | Stab / Divisionsnachrichten-Abteilung             | Stab / Divisionsnachrichten-Abteilung             | Stab / Divisionsnachrichten-Abteilung             |
| Nachrichten-Abteilung 343 (Major Rössler (1944))           | Fernsprechkompanie                                |                                                   |                                                   |
| Nachrichten-Abteilung 343 (Major Rössler (1944))           | Funkkompanie                                      |                                                   |                                                   |
| Nachschubtruppen 343 (Major Aich (1944))                   | kleine Kraftwagenkolonne                          | kleine Kraftwagenkolonne                          | kleine Kraftwagenkolonne                          |
| Nachschubtruppen 343 (Major Aich (1944))                   | große Fahrkolonne                                 |                                                   |                                                   |
| Nachschubtruppen 343 (Major Aich (1944))                   | Nachschubzug                                      |                                                   |                                                   |
| Nachschubtruppen 343 (Major Aich (1944))                   | Waffenmeisterzug                                  |                                                   |                                                   |
| -                                                          | -                                                 | Verwaltungstruppen 343                            | Bäckereizug                                       |
| -                                                          | -                                                 | Schlächtereizug                                   |                                                   |
| -                                                          | -                                                 | Verpflegungsamt                                   |                                                   |
| -                                                          | -                                                 | Veterinärkompanie 343                             |                                                   |
| -                                                          | -                                                 | Ordnungstruppen 343                               |                                                   |
| -                                                          | -                                                 | Feldpostamt 343                                   |                                                   |
| -                                                          | -                                                 | Sanitätskompanie 343                              | Entgiftungszug                                    |
| -                                                          | -                                                 | Sanitätskompanie 343                              | Krankenkraftwagenzug                              |